# Wilbraham
Wilbraham és una població dels Estats Units a l'estat de Massachusetts. Segons el cens del 2000 tenia 13.473 habitants.

## Demografia
Segons el cens del 2000, Wilbraham tenia 13.473 habitants, 4.891 habitatges, i 3.873 famílies. La densitat de població era de 234,1 habitants/km².
Dels 4.891 habitatges en un 37,2% hi vivien nens de menys de 18 anys, en un 68,7% hi vivien parelles casades, en un 8% dones solteres, i en un 20,8% no eren unitats familiars. En el 17,9% dels habitatges hi vivien persones soles el 10,4% de les quals corresponia a persones de 65 anys o més que vivien soles. El nombre mitjà de persones vivint en cada habitatge era de 2,71 i el nombre mitjà de persones que vivien en cada família era de 3,09.
Per edats la població es repartia de la següent manera: un 26,9% tenia menys de 18 anys, un 4,3% entre 18 i 24, un 24,4% entre 25 i 44, un 27,6% de 45 a 60 i un 16,9% 65 anys o més.
L'edat mediana era de 42 anys. Per cada 100 dones de 18 o més anys hi havia 88,3 homes.
La renda mediana per habitatge era de 65.014 $ i la renda mediana per família de 73.825$. Els homes tenien una renda mediana de 55.600 $ mentre que les dones 36.922$. La renda per capita de la població era de 29.854$. Entorn del 3,2% de les famílies i el 5,1% de la població estaven per davall del llindar de pobresa.